# ハクウンラン属
ハクウンラン属（ハクウンランぞく、学名：Kuhlhasseltia、和名漢字表記：白雲蘭属）は、ラン科に属する属。

## 特徴
地生の多年草。茎の下部はよく分枝し、匍匐する。根はひも状に伸長する種と根が退化している種とがある。匍匐した茎は上部が斜上し、先は直立して下部に数個の葉が互生する。葉は卵形で葉柄があり基部は鞘となって茎を抱く。
花茎は直立し、毛が生え、1個または多数の花を総状花序につけ、花は小型で白色または淡紅色になる。苞は卵状披針形で膜質、細かい軟毛が生える。背萼片と側萼片は基部が合着して鐘形の花筒になり、裂片はほぼ同じ長さで斜めに開き、ふつう細かい軟毛が生え、ときに無毛。側花弁は背萼片と同じ長さで背萼片に密着する。唇弁の先端は丁字形となり萼片より長く、爪部は細まり、基部は距となって2浅裂した袋状になり、内部に2個の肉質の柱状突起がある。

## 分布
日本、朝鮮半島、中国大陸、台湾、インドネシア、マレーシア、フィリピン、ニューギニアに分布し、約10種知られる。

## 種

### 日本に分布する種
和名、学名はYListによる。
- オオハクウンラン Kuhlhasseltia fissa (F.Maek.) T.Yukawa - 花は1-7個つく。葉の長さは9-13mm。側萼片の長さは5-6mm。唇弁の先端は2浅裂し、裂片は四角形、ハクウンランより全体に大型。伊豆諸島に分布する[2]。絶滅危惧II類(VU)（2015年、環境省）。
- ハクウンラン Kuhlhasseltia nakaiana (F.Maek.) Ormerod - 花は1-7個つく。葉の長さは3-7mm。側萼片の長さは4.5-5mm。唇弁の先端は2浅裂し、裂片は四角形。本州、四国、九州、朝鮮半島、台湾に分布する[2]。
- ヤクシマヒメアリドオシラン Kuhlhasseltia yakushimensis (Yamam.) Ormerod - 花は1-4個つく。唇弁の先端は2深裂し、裂片は三角形。本州（中部地方・近畿地方）、四国、九州（甑島・大隅半島）、屋久島、琉球諸島、台湾、フィリピンに分布する[2]。準絶滅危惧(NT)（2015年、環境省）。

### その他の種
学名および主な分布地
- Kuhlhasseltia gilesii Ormerod - ボルネオ島
- Kuhlhasseltia javanica J.J.Sm. - 西マレーシア
- Kuhlhasseltia muricata (J.J.Sm.) J.J.Sm. - インドネシアマルク諸島アンボン島
- Kuhlhasseltia papuana J.J.Sm. - ニューギニア
- Kuhlhasseltia rajana J.J.Sm. - ボルネオ島
- Kuhlhasseltia sibelae Ormerod - インドネシアマルク諸島アンボン島
- Kuhlhasseltia whiteheadii (Rendle) Ames - フィリピン

## ギャラリー
- ハクウンラン